# Флогистон
Флогистон (от гръцки: φλογιστός – „горим, запалим“) е опровергана хипотетична „свръхтънка материя“, „огнена субстанция“, която уж изпълва всички запалими вещества и се освобождава от тях при горене. Теорията е формулирана за пръв път през 1667 г. от Йохан Йоахим Бехер и допълнително развита от Георг Ернст Щал. Тя има за цел да обясни процеса на горене и ръждясване, за които днес е известно, че са оксидационни процеси.

## Теория
Според теорията някои вещества съдържат флогистон, който се освобождава при горене и се абсорбира от въздуха. По-късно флогистонът се абсорбира от растенията, като така се обяснява защо въздухът не е запалим, докато растителната материя гори добре. Следователно флогистонът обяснява горенето чрез процес, противоположен на теорията на кислорода.
Смятало се е, че веществата, които горят, са богати на флогистон. Фактът, че горенето спира в затворено пространство, се обяснява чрез това, че въздухът има капацитет да поеме само ограничено количество флогистон. Дишането на хората извежда флогистона извън тялото.
Когато Даниъл Ръдърфорд, студент на Джоузеф Блек, открива азота през 1772 г., двамата използват теорията, за да обяснят резултатите. Остатъкът от въздух след горене, представляващ смес от азот и въглероден диоксид, е наречен флогистониран въздух. По подобен начин, когато Джоузеф Пристли открива кислорода, той вярва, че това е дефлогистониран въздух, който може да погълне още флогистон, и така поддържа горенето по-дълго.

## История
Емпедокъл формулира класическата теория за съществуването на четири елемента (стихии): вода, земя, огън и въздух. Аристотел подкрепя тази идея, като характеризира елементите чрез основните качества влажно, сухо, топло и студено. Огънят е бил приеман за вещество, а горенето се е смятало за процес на разграждане, което е възможно само при съединения. Опитите обаче показват, че горенето не води до загуба на материал, което поражда нуждата от нова теория, която да обясни това.
През 1667 г. Йохан Йоахим Бехер публикува книгата си Physica subterranea, която съдържа първите наченки на бъдещата теория на флогистона. В тази книга Бехер елиминира огъня, водата и въздуха и ги заменя с три форми на земя: terra lapidea, terra fluida, and terra pinguis. Terra pinguis е елементът, който съдържа маслени, сярни и запалителни свойства. Бехер вярва, че terra pinguis е ключова част от горенето и се изпуска от веществата при горене. И докато Бехер създава теорията, голяма част от нея е променена от други след него.
През 1703 г. Георг Ернст Щал, професор по медицина и химия в Хале-Витенбергския университет, предлага вариант на теория, в която преименува субстанцията на флогистон и именно в тази си форма теорията достига максимума на своето влияние. Щал смята, че металите са съединения, съдържащи флогистон в комбинация с метални оксиди. При запалване, флогистонът се освобождава от метала, оставяйки след себе си оксид. Флогистонът се приема за точно определено вещество, което е еднакво във всякакви комбинации. Това вещество не може да се затвори в бутилка, но въпреки това може да се премества. Дървото е просто комбинация от пепел и флогистон, а правенето на метал изисква единствено да се добави флогистон към метален оксид. Саждите са почти чист флогистон. Все пак той не успява да обясни увеличаването на теглото при нагряване на калай и олово, за което се знае по това време.

## Упадък на теорията
В края на краищата количествените експерименти разкриват проблеми, включително и факта, че някои метали увеличават теглото си при горене, когато се смята, че те губят флогистон. Някои поддръжници на теорията обясняват това, като приписват отрицателно тегло на флогистона. Други, като Луи-Бернар Гитон дьо Морво, дават по-конвенционалния аргумент, че флогистонът е по-лек от въздуха. Обаче по-детайлен анализ, основан на закона на Архимед, плътността на магнезия и продукта му на горене, показва, че тегло, по-малко от това на въздуха, не може да доведе до увеличаване на масата.
През XVIII век, когато става ясно, че металите увеличават теглото си при оксидиране, на флогистона все повече се гледа като на принцип, отколкото вещество. Към края на века малкото химици, които все още употребяват термина, го свързват с водорода. След като Антоан Лавоазие описва кислорода като причинител на оксидацията, Джоузеф Пристли описва флогистона като алкален принцип.
Флогистонът остава доминираща теория до 70-те години на XVIII век, когато Антоан Лавоазие показва, че горенето се нуждае от газ с маса (кислород) и може да се измерва чрез претегляне на затворени съдове. Употребата на затворени съдове също елиминира плаваемостта, която дотогава прикрива масата на газовете на горене. Тези наблюдения разрешават парадокса с масата и полагат основите на новата кислородна теория за горенето. Елизабет Фулам демонстрира, че много оксидационни реакции се осъществяват само при наличието на вода, че те пряко включват вода или че се образува вода в края на реакцията.
Химиците, които подкрепят теорията на Щал за флогистона, се опитват да отговорят на предизвикателствата, породени от Лавоазие и новите химици. Така теорията на флогистона става все по-сложна и допуска прекалено много неизвестни, което допринася за общия упадък на теорията.